# 馬來豬
馬來豬（学名：Sus scrofa vittatus）又名印尼野猪，是野豬的一個亞種。

## 分布
马来猪分布範圍西起安達曼羣島、東至科莫多島的各海島，集中在马来半岛及馬來群岛，包括爪哇、蘇門答臘、小巽他羣島。

## 特征

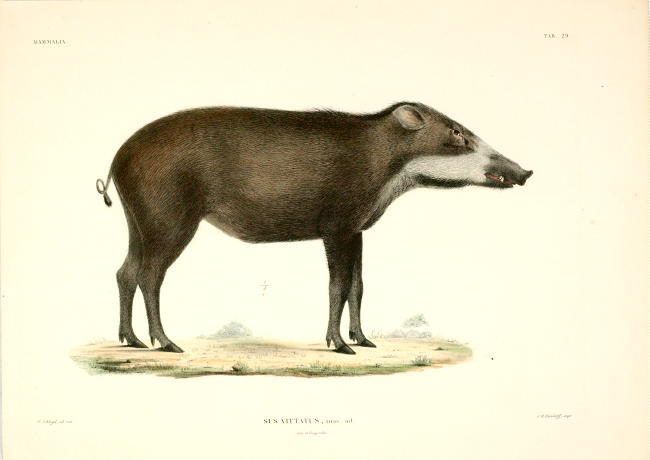
1828年德国动物学家海因里希·伯伊出版的插画

与其它亚种相比，本亚种拥有相对小的脑容量，更原始的齿系，獠牙分化也不明显，因此，被认为是野猪亚种中的基群成员。
它们体型相对较小，面部较短，口鼻部有一道白色宽纹，体毛较稀疏，无内层绒毛，鬃毛较长，一道泛红的条纹从口部延伸到颈侧。
牠們雖是野豬但也可馴養，雄性有獠牙，雌性没有。

## 食性
牠們是雜食動物，吃植物塊莖，塊根，草，鳥蛋、小鼠、蜥蜴、青蛙、幼鳥、環節動物、甲蟲、白蟻、蛆。
与其它亚种相比，本亚种更倾向于食用水果，在爪哇乌戎库隆国家公园中的种群食用多于50种果实，尤其是榕属果实，使其成为重要的种子传播媒介。

## 天敌
在印尼的科莫多島、林卡島和弗洛勒斯島，牠們是科莫多龍主要獵物。